# Keith Griffith
Keith Griffith (ur. w listopadzie 1947 na Barbadosie, zm. 13 stycznia 2025) – barbadoski piłkarz i trener piłkarski.

## Kariera piłkarska

### Kariera klubowa
Występował w barbadoskich klubach.

### Kariera reprezentacyjna
W narodowej reprezentacji Barbadosu rozegrał ponad 120 meczów i pełnił funkcje kapitana drużyny.

## Kariera trenerska
W 1994 prowadził reprezentację Barbadosu w Pucharze Karaibów. W 1995 został powołany na stanowisko dyrektora technicznego reprezentacji Antigui i Barbudy. Potem pracował na stanowisku dyrektora technicznego reprezentacji Anguilli oraz reprezentacji Kajmanów. W 2002 stał na czele reprezentacji Barbadosu, z którą pracował do lata 2008. Od sierpnia do grudnia 2008 prowadził klub Joe Public FC z Trynidadu i Tobago. Od maja do lipca 2011 pracował na stanowisku selekcjonera reprezentację Wysp Dziewiczych Stanów Zjednoczonych, a potem na stanowisku dyrektora technicznego reprezentacji.

## Nagrody i odznaczenia

### Sukcesy indywidualne
- pierwszy trener ze strefy Karaibów, który otrzymał Międzynarodową Licencję Trenerską “A”: 1987